# Salón de Abd al-Rahmán III
El Salón de Abd al-Rahmán III, también conocido como Salón Rico, por su exuberante decoración, o Salón de Embajadores, por ser el lugar de recepción de las embajadas del califa, fue el salón del trono de la ciudad palatina o áulica de Medina Azahara. Fue mandado construir por el califa omeya de Córdoba, Abd al-Rahmán III, entre los años 953 y 957, tal como atestiguan diversas basas y pilastras epigrafiadas pertenecientes a la decoración del salón. Su concepción como lugar para atender al estricto protocolo ceremonial permitía recibir a los cuerpos administrativos, embajadores y visitantes extranjeros que pedían audiencia con el califa.
El salón está situado en la parte central del andén norte del denominado Jardín Alto, un extenso jardín en forma de cruz concebido para complementar la decoración vegetal del interior del salón como representación del paraíso en la Tierra. En la parte frontal del salón se sitúa una gran alberca en cuya agua se reflejaría la fachada.
En la actualidad, el Salón de Abd al-Rahmán III se encuentra cerrado al público desde 2009 a la espera de terminar las labores de restauración que le devuelvan su estado original.

## Historia
El Salón de Abd al-Rahmán III es el espacio de la ciudad palatina más importante desde el punto de vista artístico y simbólico, puesto que se han conservado importantes vestigios de su decoración que permiten contemplar el arte califal en su período de máximo esplendor. Constituye, junto con la Mezquita de Córdoba, el mejor ejemplo conservado en la actualidad del denominado arte califal, que se desarrolló en la península ibérica durante el Califato de Córdoba. Además, dada su concepción, es una fuente de información muy importante para conocer cómo se desarrollaba el protocolo de recepción de los cuerpos administrativos y embajadas que acudían a la ciudad de Medina Azahara para solicitar el favor del califa.
Tras la destrucción de la ciudad en torno al año 1019, como consecuencia de la Fitna de Al-Ándalus, el Salón, como el resto de la ciudad, fue saqueado y abandonado. No sería hasta 1944 cuando el arquitecto Félix Hernández, a cargo del yacimiento, hallaría las ruinas del salón y comenzaría un proceso de reconstrucción y restauración que ha durado hasta prácticamente la actualidad. Durante la excavación fueron hallados fragmentos de columnas y capiteles, algunas pilastras califales, paneles de ataurique y basas de columnas in situ, así como millares de fragmentos de ataurique pertenecientes a la decoración de las dovelas de las arquerías, puertas y frisos, que le permitieron al arquitecto conocer de manera muy precisa la configuración arquitectónica del salón.

## Descripción

### Interior

Planta del salón

Se trata de un salón de tipo basilical, con cinco naves longitudinales orientadas hacia el sur. Las tres naves centrales están separadas entre sí por seis arquerías de herradura, y, a modo de antesala o vestíbulo, se encuentra otra nave orientada de manera transversal a estas. A ella se accede mediante una arquería triple en el centro, y doble en los laterales. Las dos naves restantes, situadas en los extremos, poseen una saleta de planta cuadrangular a modo de antesala, y están separadas del resto de naves por un solo arco de herradura, más pequeño que el resto de arquerías, y que poseería una puerta.

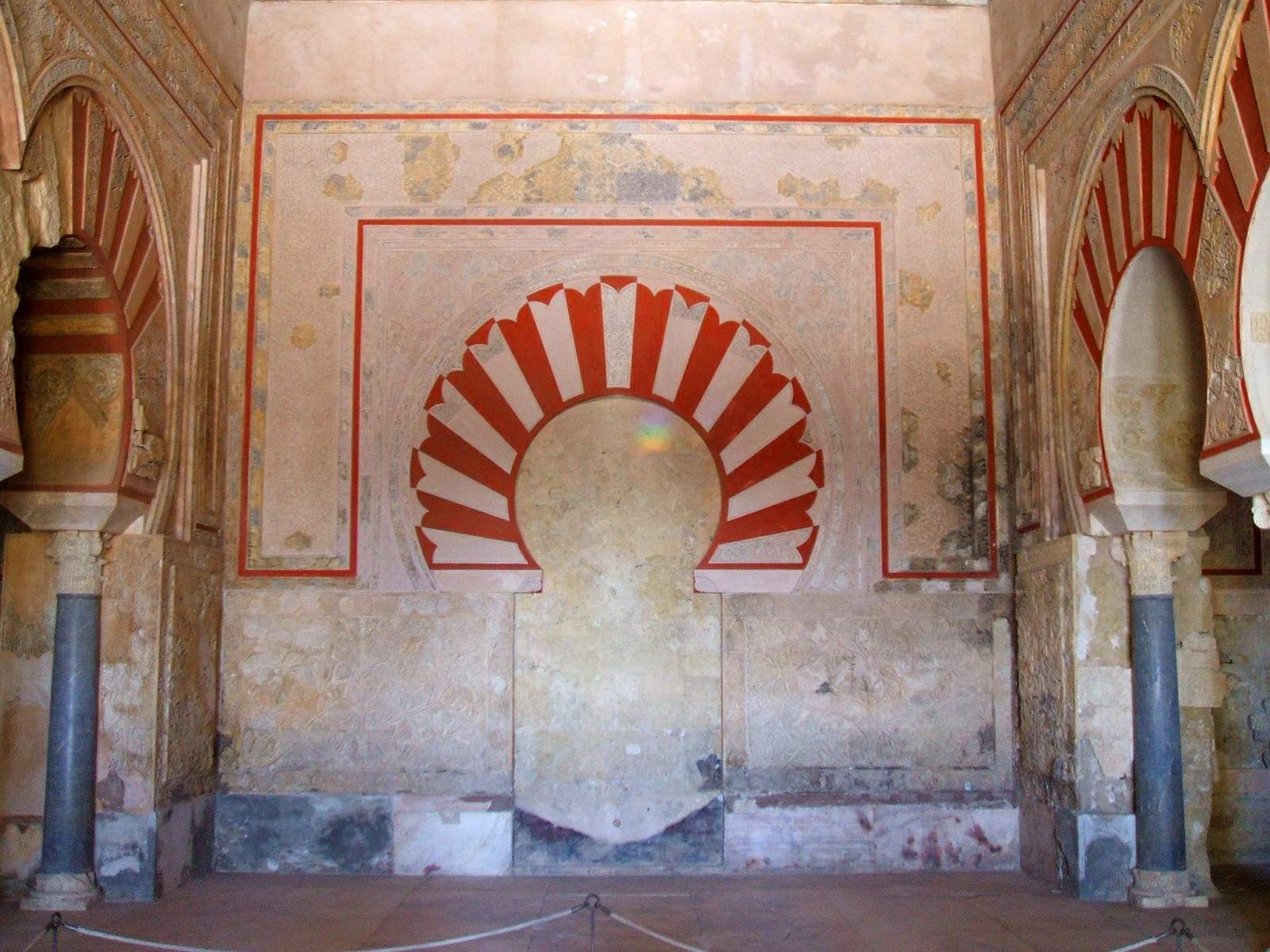
Arco de herradura ciego en la cabecera de la nave central, donde se situaría el trono del califa

Las cabeceras de las tres naves centrales están rematadas por tres arcos de herradura ciegos, el central algo más grande que los laterales, donde se supone que se situaría el trono desde el cual el califa dirigía la ceremonia de recepción.
Tanto las arquerías de acceso al sector basilical como las que separan unas naves de otras, así como los muros laterales, se encuentran adornados con gran fastuosidad, siendo especialmente destacables los paneles de ataurique que simbolizan, en su mayoría, el árbol de la vida. Las arquerías alternan la decoración con dovelas lisas pintadas de color almagra, a semejanza de las arquerías de la Mezquita de Córdoba. El conjunto de las salas centrales está coronado con un gran friso que recorre toda la parte superior de las paredes, cuyo principal motivo decorativo es la estrella de ocho puntas, que simbolizaría el firmamento.
Las columnas de mármol que sostienen los arcos de herradura alternan el color rosado y el azulado, se sitúan sobre basas delicadamente decoradas con motivos vegetales o epigráficos y aparecen rematadas con capiteles de avispero.

### Exterior

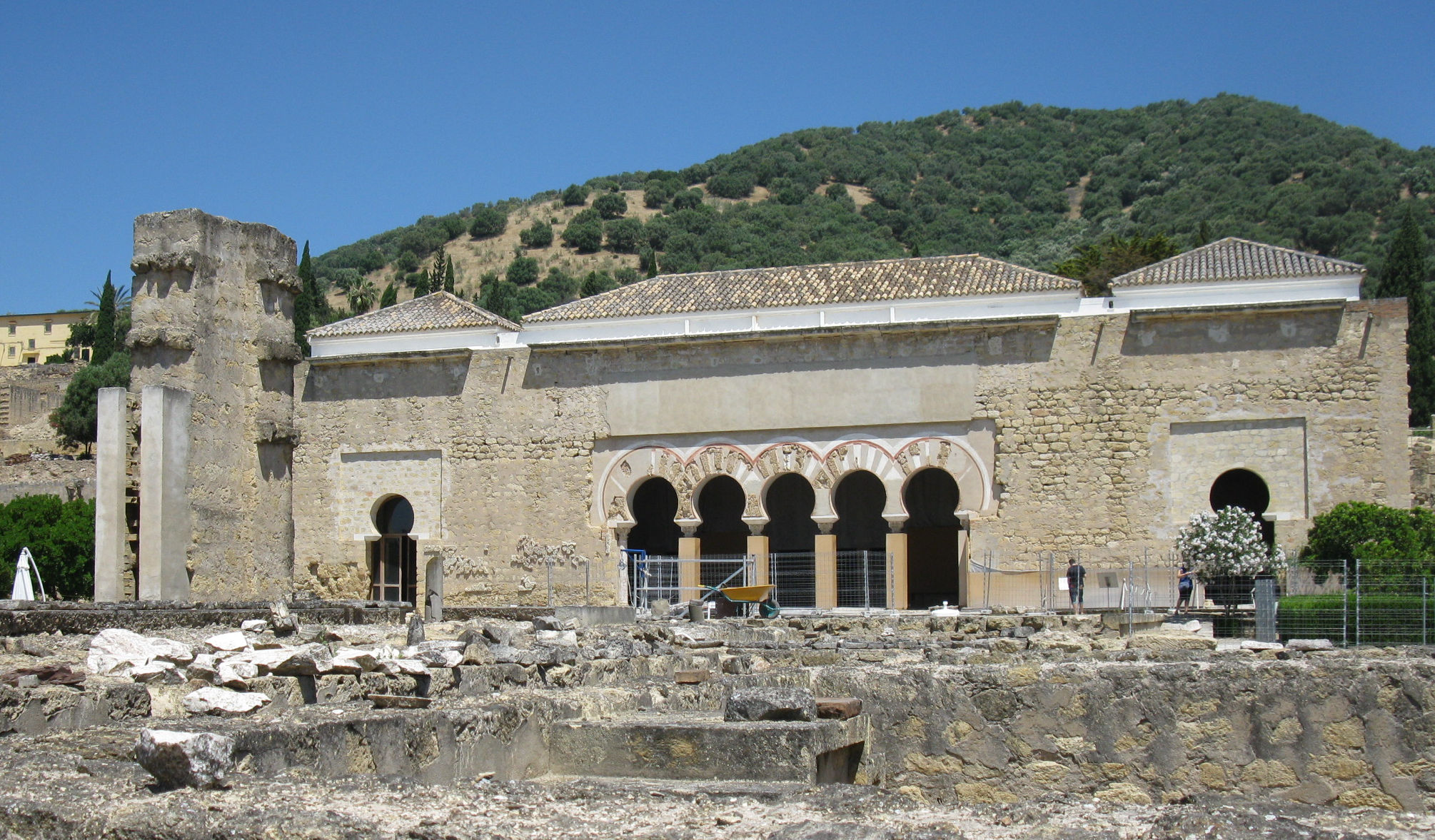
Exterior del salón antes de la restauración

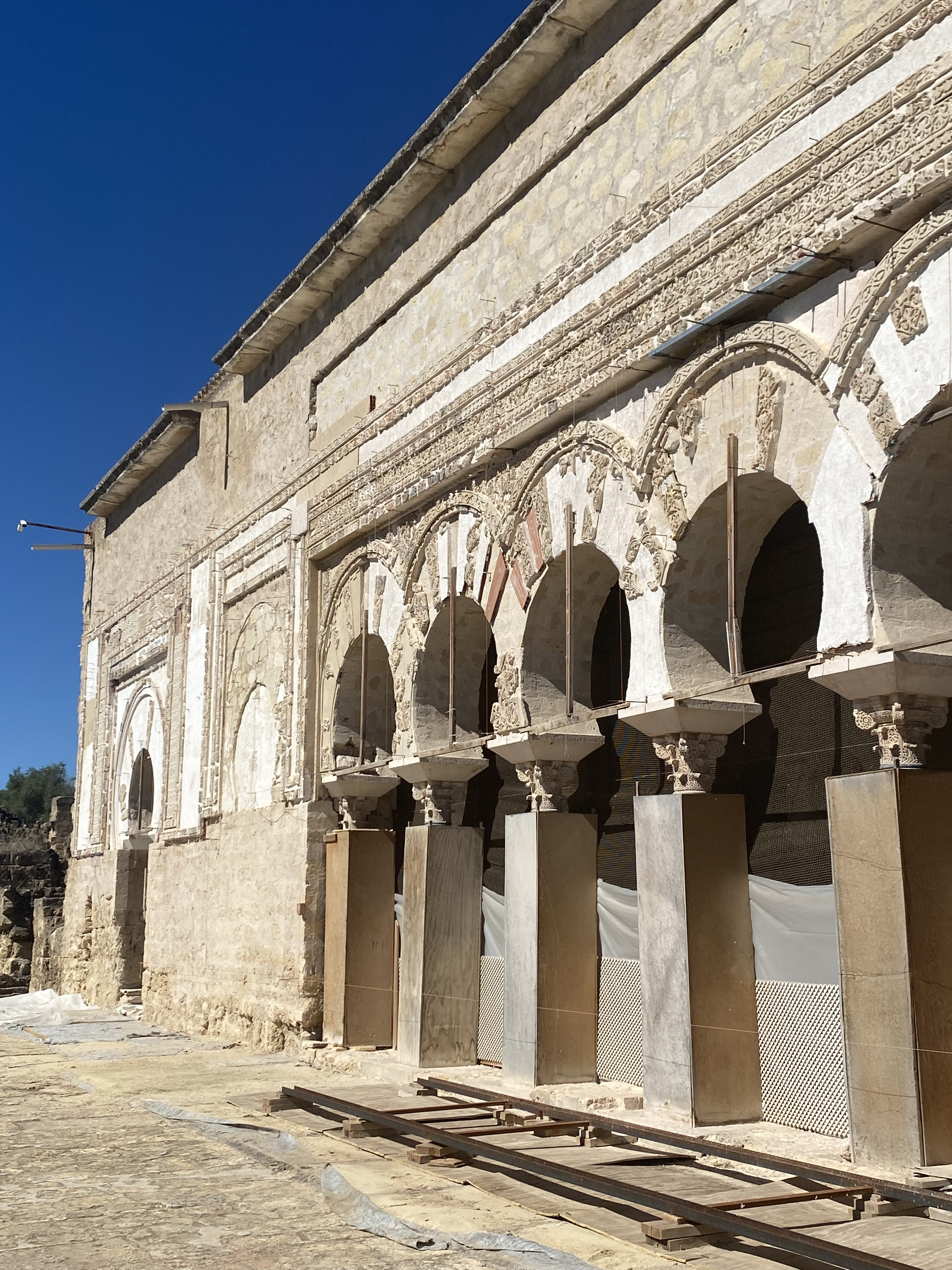
Estado de las obras de restauración de la fachada el 1 de octubre de 2023

La fachada exterior del salón está constituida en la nave transversal por cinco grandes arcos de herradura sostenidos por columnas, que siguen el mismo esquema que el interior, y por un arco de herradura algo más pequeño para cada una de las saletas laterales. Al estar situada más al sur, es la zona del salón más castigada por el expolio, lo que hace que su configuración original sea difícil de conocer. Aun así, las labores de restauración llevadas a cabo a lo largo del año 2021, a cargo de la Consejería de Cultura y Patrimonio Histórico de la Junta de Andalucía y la World Monuments Fund, permitirán tener una imagen completa de cómo pudo ser la fachada, al contar con entre el 20 y el 25% del material original que la componía.

## Galería

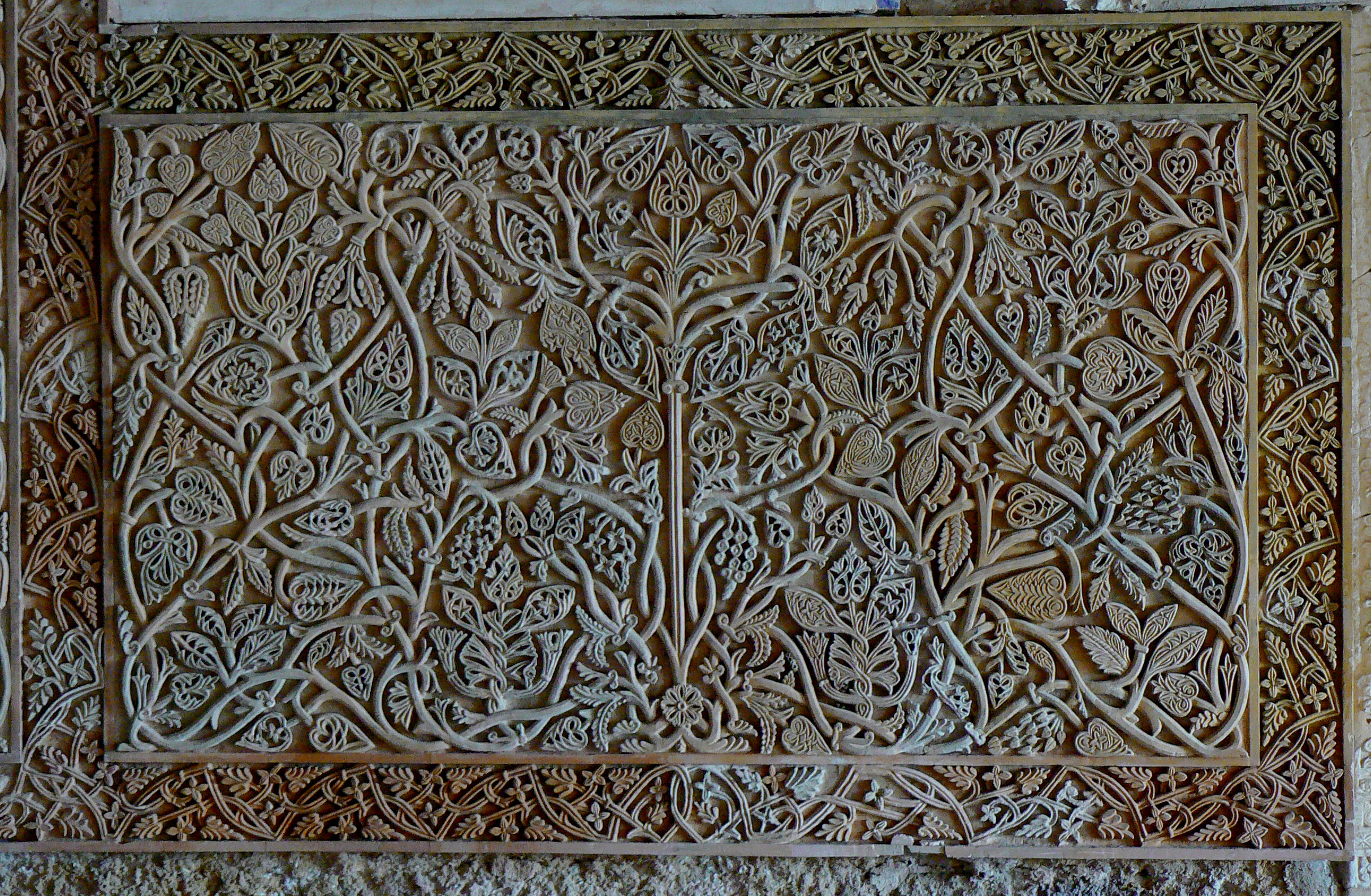
Ataurique en uno de los muros del salón
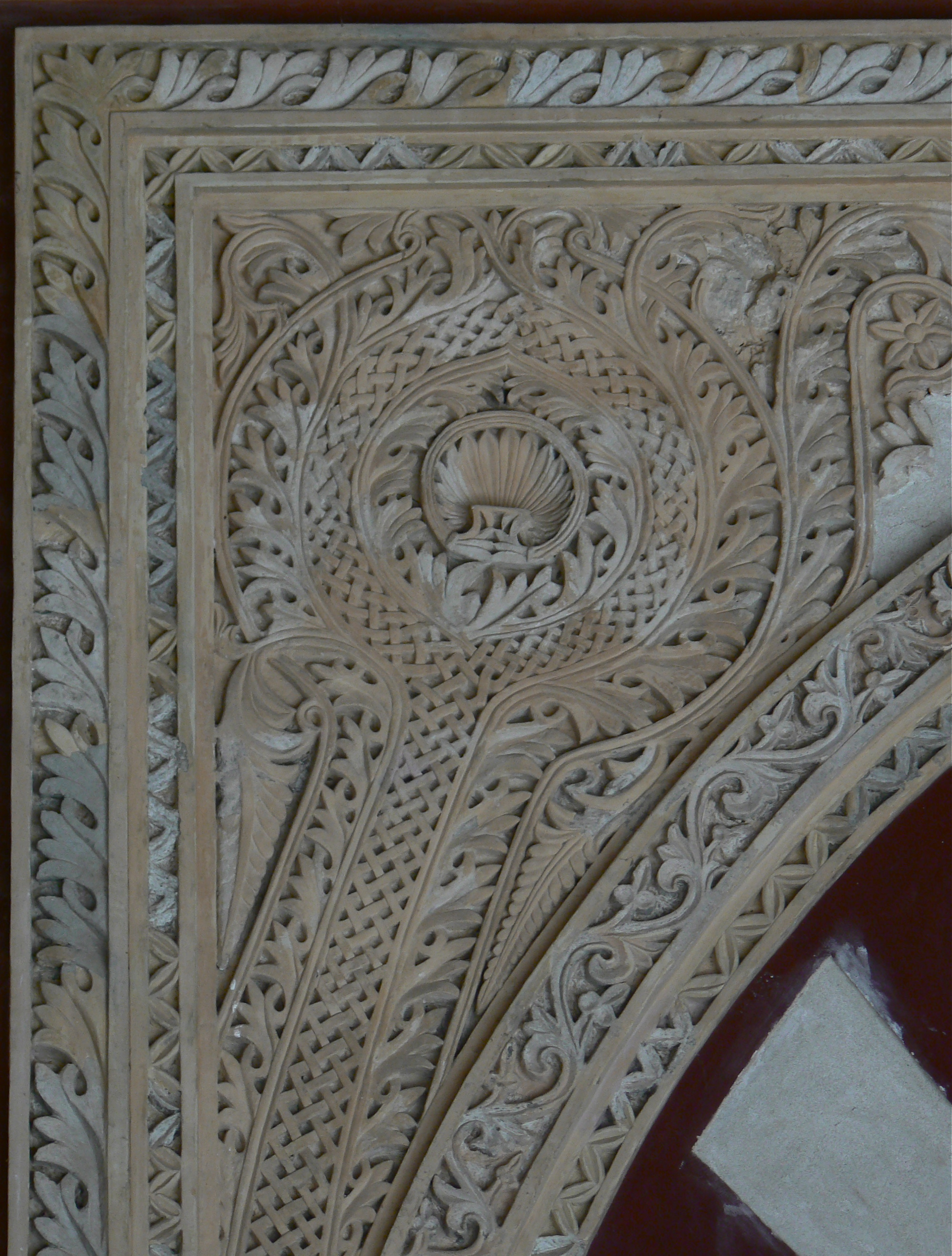
Decoración de ataurique en una de las albanegas del salón
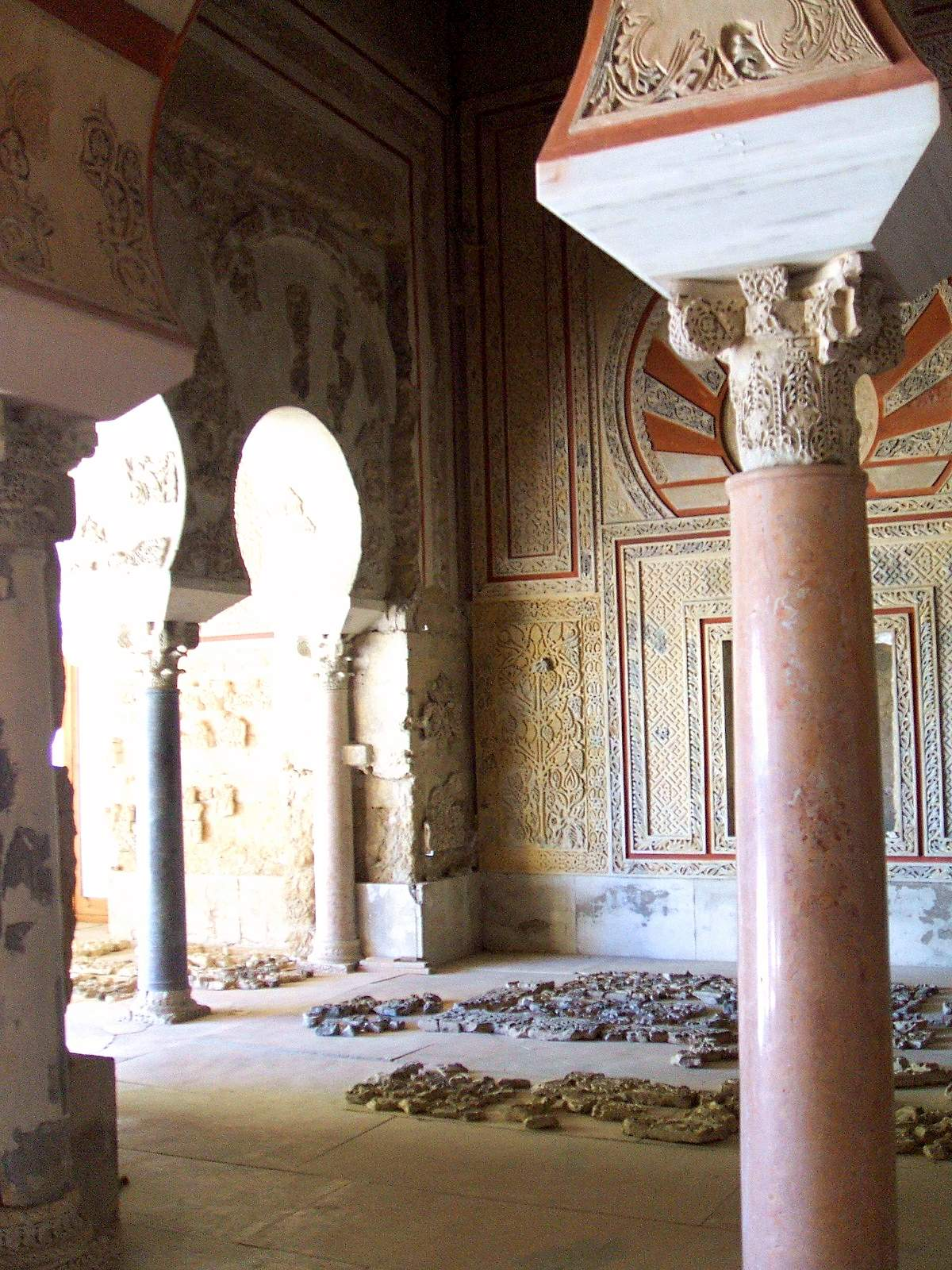
Fragmentos de ataurique en el suelo del salón
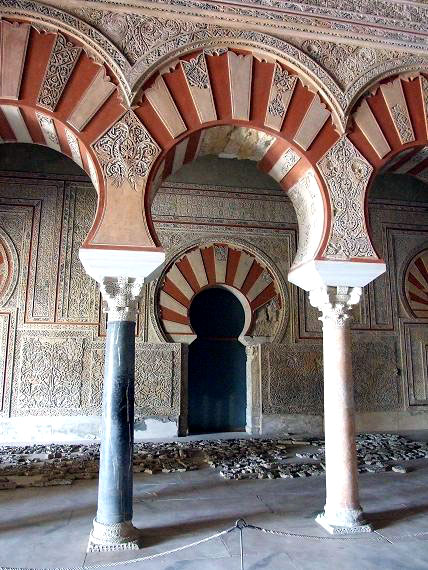
Arcos de herradura de separación entre las naves centrales
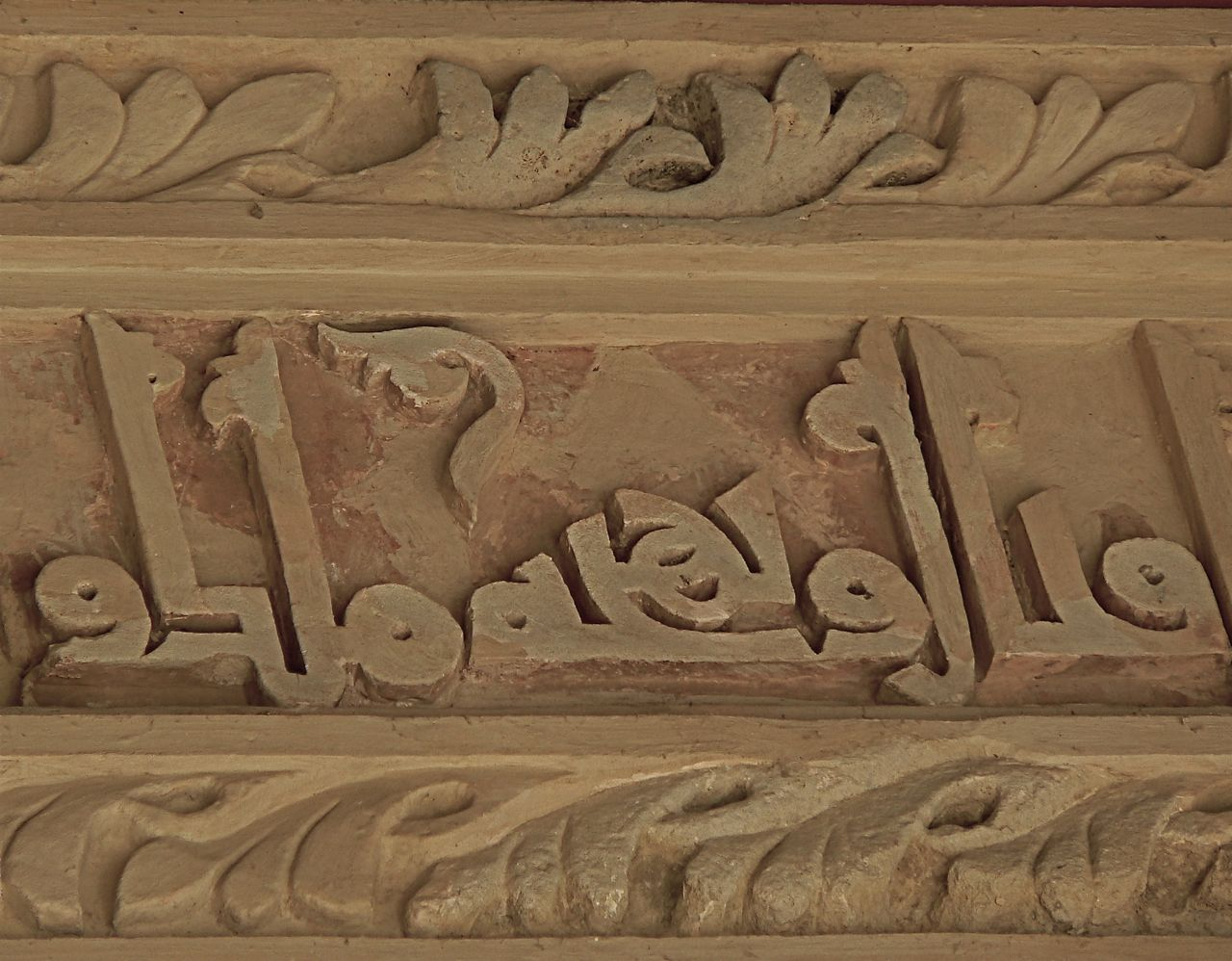
Detalle de la decoración epigráfica en uno de los frisos del salón
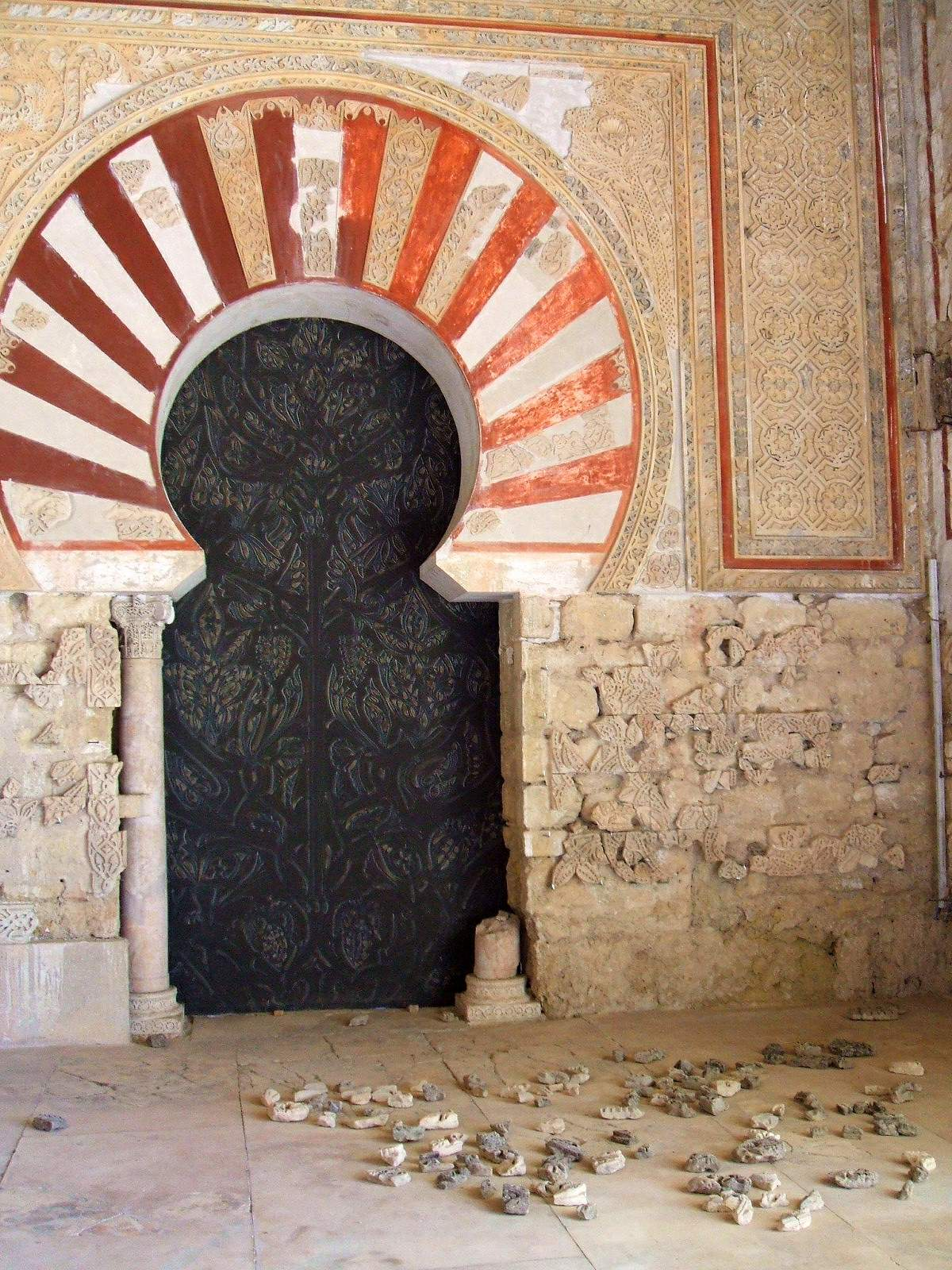
Arco de herradura en el lateral de la sala transversal